# Rebecca Croft
Rebecca Croft es una actriz australiana, conocida por haber interpretado a Casey Mitchell en la serie Home and Away. 

## Biografía
Su hermano menor es el actor Jamie Croft.

## Carrera
El 10 de julio de 1996 se unió al elenco de la exitosa serie australiana Home and Away donde interpretó a Casey Mitchell hasta el 14 de noviembre de 1997, después de que su personaje decidiera irse a Nueva York.
En 1998 trabajó como maquilladora para la serie  All Saints.

## Filmografía
Series de televisión
| Año         | Título        | Personaje      | Notas         |
| ----------- | ------------- | -------------- | ------------- |
| 1996 - 1997 | Home and Away | Casey Mitchell | 141 episodios |

Películas
| Año  | Título  | Personaje | Notas                                                   |
| ---- | ------- | --------- | ------------------------------------------------------- |
| 1999 | Passion | Joven     | junto a Richard Roxburgh, Barbara Hershey y Jamie Croft |